# Waymond Bryant
(en) Statistiques sur pro-football-reference
Waymond Bryant (né le 7 juillet 1952 à Dallas) est un joueur américain de football américain.

## Carrière

### Université
Bryant est étudiant à l'université d'État du Tennessee. Il joue avec l'équipe de football américain de l'établissement, ayant pour coéquipier Ed Jones.

### Professionnel
Waymond Bryant est sélectionné au premier tour du draft de la NFL de 1974 par les Bears de Chicago au quatrième choix. La première saison saison de Bryant le voit jouer comme linebacker remplaçant mais interceptant ses deux premières passes en professionnel. En 1975, il gagne sa place de titulaire avant de revenir sur le banc en 1976. En 1977, il joue treize match dont douze comme titulaire mais n'est pas gardé à la fin de la saison.